# Hymne de l'OTAN
L’hymne de l'Organisation du traité de l'Atlantique nord, en abrégé hymne de l'OTAN, est l'hymne officiel de l'OTAN, adopté le 3 janvier 2018.

## Historique
La première proposition visant à créer un hymne pour l'OTAN remonte aux années 1950. En 1958, le Britannique Thomas Hildebrand composa la marche cérémonielle de l'OTAN, accueillant les visiteurs au siège de l'organisation.
L'hymne a été composé en 1989 pour le 40e anniversaire de la fondation de l'alliance par le capitaine André Reichling, qui conduisait l'orchestre militaire de l'Armée luxembourgeoise. La mélodie était jouée aux évènements organisés au niveau de l'OTAN sans pour autant avoir de statut officiel.

## Caractéristiques
L'hymne de l'OTAN ne comporte pas de paroles. Durant 1 min 32 s, il a été écrit pour vingt instruments: un piccolo, une flute, un hautbois, trois clarinettes, trois saxophones, deux cornets, deux trompettes, un cor, un cor baryton, trois trombones, un tuba et une caisse claire.